# Edwin Landseer

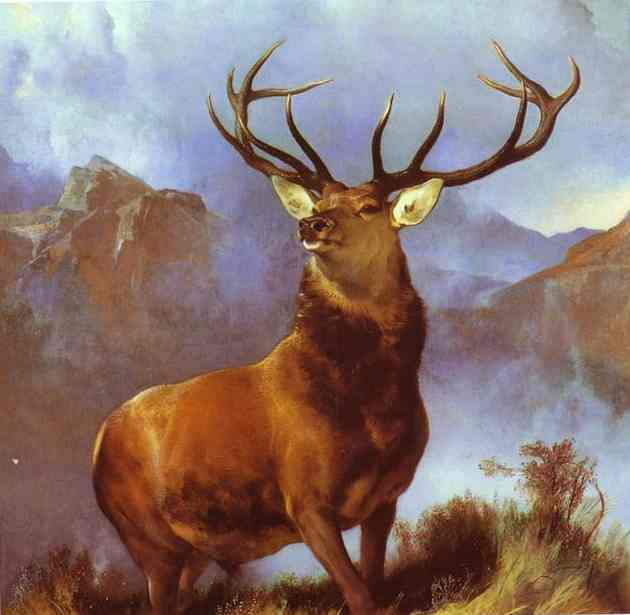
Monarch of the Glen, 1851

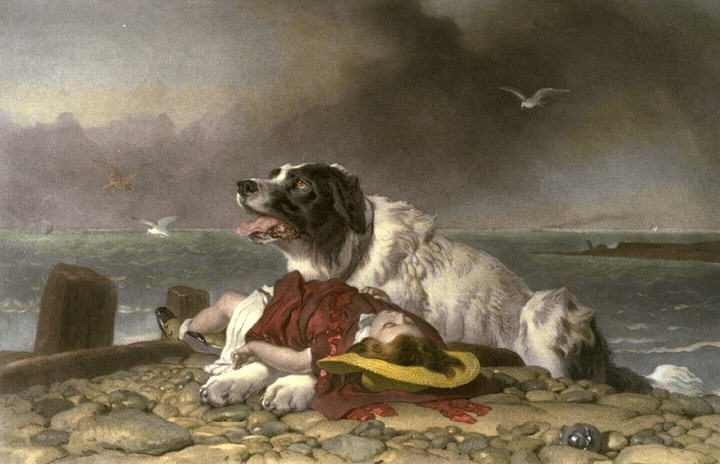
Ocalona, 1856

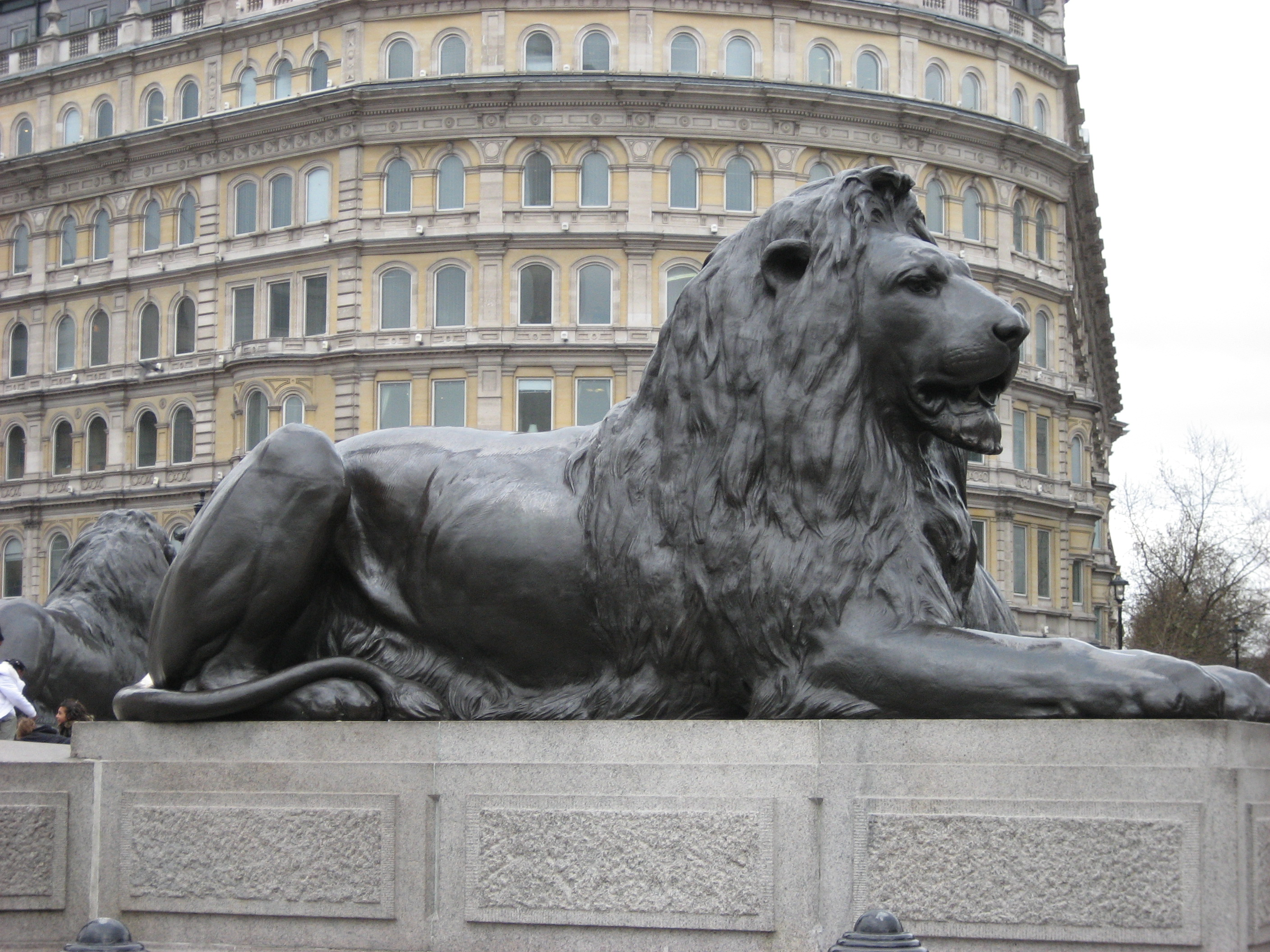
Lew przy cokole Kolumny Nelsona na Trafalgar Square w Londynie

Edwin Henry Landseer (ur. 7 marca 1802 w Londynie, zm. 1 października 1873 tamże) – angielski malarz i rzeźbiarz wiktoriański, animalista.

## Życiorys
Urodził się w rodzinie pisarza i rytownika Johna Ladseera, już w dzieciństwie uważany był za cudowne dziecko. Wystawiał w Royal Academy od 13. roku życia. W 1826 został członkiem stowarzyszonym Akademii, a pięć lat później uzyskał pełne członkostwo. Artysta cieszył się znaczną popularnością, był ulubionym malarzem królowej Wiktorii, przyjaźnił się m.in. z Karolem Dickensem i Williamem Thackerayem. Reprodukcje jego obrazów były powszechnie zawieszane w domach klasy średniej. W 1850 artysta otrzymał tytuł szlachecki, a w 1865 zaproponowano mu prezesurę Royal Academy, którą odrzucił. Począwszy od lat 60. XIX wieku malarz miał problemy psychiczne, cierpiał na depresję i hipochondrię, a kłopoty potęgowało nadużywanie alkoholu i narkotyków. W 1872 otrzymał Pour le Mérite za Naukę i Sztukę.
W 1872 został ubezwłasnowolniony przez rodzinę, zmarł rok później i pochowano go w katedrze św. Pawła w Londynie.
Brat artysty Thomas Landseer (1799–1879) był uznanym rytownikiem, inny brat Charles (1798–1880) znany jest z zapisu testamentowego dla Royal Academy i ufundowania stypendium im. Landseerów.
Nazwiskiem malarza nazwano rasę psów landseer.

## Twórczość
Edwin Landseer malował przede wszystkim zwierzęta, psy, konie i jelenie, sceny z polowań, sporadycznie tworzył też portrety. Jego prace odznaczają się realizmem i antropomorfizacją, dzięki czemu były wykorzystywane jako ilustracje w sentymentalnych opowieściach. Z rzeźb artysty najbardziej znane są przedstawienia lwów umieszczonych pod cokołem Kolumny Nelsona na Trafalgar Square w Londynie.
Liczne prace Landseera znajdują się głównie w kolekcjach brytyjskich, m.in. w Tate Britain, Muzeum Wiktorii i Alberta, Kenwood House i Royal Collection w Londynie.